# Thyenula hortensis
Thyenula hortensis är en spindelart som beskrevs av Wesolowska, Cumming 2008. Thyenula hortensis ingår i släktet Thyenula och familjen hoppspindlar. Inga underarter finns listade i Catalogue of Life.